# Mada Masr
Mada Masr (em árabe : مدى مصر ) é um jornal independente egípcio, fundado em junho de 2013 por ex jornalistas do jornal em idioma inglês Egypt Independent, depois do encerramento das suas operações editoriais em abril de 2013. É o principal jornal liberal do Egipto.

## História
Egypt Independent foi um jornal semanal em idioma inglês de 24 páginas que tinha evoluído da edição online para para publicações semanais em inglês através do jornal Al-Masry Al-Youm. A sua primeira edição foi publicada no dia 24 de novembro de 2011.
Em dezembro de 2011, impediu-se que se publicasse a segunda edição do jornal, depois da censura interna de um artigo, escrito pelo politólogo Robert Springborg, que criticava o Conselho Supremo das Forças Armadas.
Em abril de 2013, a equipa editorial foi informada pela gerência do Al-Masry Média Corporation que a sua operação de notícias impressas e seria encerrada. A equipa editorial decidiu, assim, criar uma edição de encerramento, que ter-se-ia publicado no dia 25 de abril, «para explicar as condições sob as quais se está a terminar uma voz forte do jornalismo independente e progressista do Egipto». No entanto, a gerência decidiu no último minuto suspender a impressão da edição final, pelo que a equipa editorial decidiu a publicação da edição apenas em formato digital.

## Fundação deMada Masr
A 30 de junho de 2013, Mada Masr publicou o seu primeiro número.
No primeiro artigo publicado, a equipa editorial descreveu o processo de planeamento para o lançamento: «Decidimos que queremos publicar em árabe e em inglês, que queremos ver mais relatórios baseados em dados, mais jornalismo de investigação. Queremos experimentar diferentes formas de contar histórias. E, o mais importante, desenvolver um modelo de negócio e criar uma equipa comercial visionária que ajude a que nosso trabalho seja sustentável».
O artigo também descreveu como a equipa editorial chegou ao nome: «Precisava-mos de um nome. Um nome árabe que era fácil de dizer em inglês, mas que também reflectisse a nossa prática do jornalismo independente e progressista. Após um longo processo, chegamos à palavra Mada. É a palavra árabe para faixa ou alcance, mas também é o lugar onde se coloca uma pedra num anel, um símbolo de tomar uma posição».
O artigo concluiu com: «Hoje Mada Masr nasce no meio de muitos desafios e incertezas. Mas também nasce da inevitabilidade. É a inevitabilidade de reconstruir um lar para a nossa equipa e para o nosso trabalho, a inevitabilidade de uma forma diferente de jornalismo, a inevitabilidade da experimentação e a aventura como a única e principal porta para que nossa imaginação se esforce».
Desde então, Mada Masr publicou uma série de artigos sobre diferentes temas como política, economia, meio ambiente, cultura e estilo de vida, e alguns de seus artigos sobre temas da actualidade do Egipto foram referidos pelos meios de comunicação internacionais. Como exemplo, um artigo de Sarah Carr sobre o movimento político The Third Square, foi citado extensamente num artigo do blog do New York Times sobre o tema.

## Liberdade de imprensa em Egipto
Em julho de 2013, um artigo da Associated Press sobre a distorção dos midia no Egipto depois do golpe militar citou Lina Atallah, editora-em-chefe do Mada Masr, e disse que havia uma maior pressão sobre os jornalistas para que seguissem a via online, assinalando a cobertura dos assassinatos de manifestantes, que repetiu a versão militar da violência. «O que dá medo desta vez, no desempenho dos meios, é que há muito mais ajuste, vindo de cima, da agenda», disse.
Mada Masr tem sido censurado no Egipto desde junho de 2017.